# 정재한
정재한(1983년 2월 25일 ~ )은 대한민국의 스토리작가이다.

## 작품
- 《제로》
- 《비흔》
- 《그린보이》